# Kungskrabbspindel
Kungskrabbspindel (Xysticus bifasciatus) är en spindelart som beskrevs av Carl Ludwig Koch 1837. Kungskrabbspindel ingår i släktet Xysticus och familjen krabbspindlar. Arten är reproducerande i Sverige. Inga underarter finns listade i Catalogue of Life.